# Леонов, Андрей Евгеньевич
Андре́й Евге́ньевич Лео́нов (род. 15 июня 1959, Москва) — советский и российский актёр театра, кино, озвучивания и дубляжа, телеведущий, народный артист Российской Федерации (2023). Сын актёра Евгения Леонова.

## Биография
Родился в Москве в семье актёра Евгения Леонова и Ванды Леоновой, сотрудницы литературного отдела Театра имени Ленинского комсомола.
Свою первую роль в кино получил в 1972 году, в возрасте 13 лет, сыграв в фильме «Гонщики».
В 1976—1979 годах обучался в Высшем театральном училище имени Б. В. Щукина при театре им. Е. Вахтангова (курс А. А. Казанской), затем был принят в труппу театра «Ленком».
Спустя два года отправился на службу в танковые войска, где служил в течение полутора лет, после чего вернулся в театр.
Участвовал в телевизионных постановках спектаклей «Ленкома» «Дорогая Памела» и «Тени».
В 2007 году был утверждён на роль психотерапевта и многодетного отца Сергея Васнецова в сериале «Папины дочки». В июле того же года начались съёмки. Роль принесла Леонову номинацию на премию «ТЭФИ», его стали называть «Главным Папой страны».
В конце 2008 года Андрей Леонов сообщил об уходе из проекта по причине большой нагрузки, так как сериал снимался быстрыми темпами. В 2010 году снялся в четырнадцатом сезоне. В 2012 году снялся в продолжении сериала, которое получило название «Папины дочки. Суперневесты».
В 2014 году вместе с доктором Сергеем Агапкиным стал ведущим программы «О самом главном» на телеканале «Россия-1».
В 2015 году сыграл своего отца, Евгения Леонова, в биографическом сериале о Маргарите Назаровой.
В январе 2017 года на телеканале «Россия-1» начался показ сериала «Василиса», в котором Леонов сыграл одну из главных ролей.

### Семья
Отец — Евгений Павлович Леонов (1926—1994), народный артист СССР.
Мать — Ванда Владимировна Леонова (урождённая Стойлова, 1935—2021), работала в литературном отделе «Ленкома».
Первая жена — Мария Алехандра Куэвас, уроженка Чили, дочь политэмигрантов, педиатр.
- Сын — Евгений Андреевич Леонов (род. 1987), живёт в Швеции с 6 лет, окончил театральный институт в Стокгольме[19].
  - Внук — Мио Леонов (род. 2019)[20].

Вторая жена — Анастасия Игоревна Леонова (род. 1976 г.), дочь композитора Игоря Якушенко (1932—1999) и актрисы Веры Тарасовой.
Дочь — Анна Андреевна Леонова (род. 2010), начинающая актриса. Учится в Театральной студии при Малом театре. Снималась в фильмах «Гид и другие соблазны», «Слепая», «Идеальный ребёнок».
Сын — Михаил Андреевич Леонов (род. 2013).

## Взгляды
В 2022 году поддержал вторжение России на Украину, пожертвовал свой автомобиль российским войскам, принимающим участие в нападении на Украину.

## Театральные роли
| Спектакль                                         | Роль                                |
| ------------------------------------------------- | ----------------------------------- |
| Безумный день, или Женитьба Фигаро (Пьер Бомарше) | Керубино                            |
| В списках не значился (Борис Васильев)            | Сальников                           |
| Визит дамы                                        | Бургомистр                          |
| Вор                                               | Михась                              |
| Гамлет (Уильям Шекспир)                           | Озрик                               |
| Две женщины                                       | Афанасий Иванович Большинцов, сосед |
| Дядя Ваня (Антон Чехов)                           | дядя Ваня                           |
| Именем Земли и Солнца                             |                                     |
| Мистификация (Николай Гоголь)                     |                                     |
| Пролетая над гнездом кукушки (Кен Кизи)           | Чезвик                              |
| Тартюф (Мольер)                                   | Клеант                              |
| Тиль                                              | брат торговца пивом                 |
| Укрощение укротителей                             | Петроний                            |
| Поминальная молитва (Григорий Горин)              | Тевье                               |

## Фильмография
| Год          |     | Название                                   | Роль                                                                                      |
| ------------ | --- | ------------------------------------------ | ----------------------------------------------------------------------------------------- |
| 1972         | ф   | Гонщики                                    | Николка, сын Кукушкиных                                                                   |
| 1978         | ф   | Обыкновенное чудо                          | ученик охотника                                                                           |
| 1983         | ф   | Метелица                                   | Тима                                                                                      |
| 1984         | ф   | Время и семья Конвей                       | Ален Конвей в молодости                                                                   |
| 1990         | ф   | Подземелье ведьм                           | второй пилот                                                                              |
| 1993         | тсп | Поминальная молитва                        | Федя                                                                                      |
| 1993         | ф   | Бегущий по льду                            | заключённый                                                                               |
| 2001         | тсп | Юнона и Авось                              | матрос                                                                                    |
| 2001         | с   | На углу, у Патриарших 2                    | Пётр Вишняков                                                                             |
| 2002         | ф   | Женская логика                             | Юрий Михайлович Убахтин, следователь                                                      |
| 2004         | с   | Надежда уходит последней                   | владелец «Гаранта»                                                                        |
| 2004         | с   | Богатство                                  | купец, державший лавку товаров                                                            |
| 2005         | с   | Есенин                                     | Александр Сахаров                                                                         |
| 2006         | с   | Телохранитель                              | Стэн                                                                                      |
| 2006         | ф   | Карамболь                                  | Владимир, мэр Елани                                                                       |
| 2006         | ф   | Папараца                                   | Борис                                                                                     |
| 2007—2013    | с   | Папины дочки                               | Сергей Алексеевич Васнецов отец девочек, муж Людмилы Сергеевны                            |
| 2007         | ф   | Одна любовь на миллион                     | Волобуев                                                                                  |
| 2008         | ф   | Аферисты                                   | Соколовский, следователь                                                                  |
| 2008         | ф   | Этим вечером ангелы плакали                | Евсеич                                                                                    |
| 2010         | ф   | Всё в порядке, мама!                       | профессор                                                                                 |
| 2010         | ф   | Женить миллионера!                         | Николай                                                                                   |
| 2011         | с   | Дальнобойщики 3                            | мастер по ремонту холодильников                                                           |
| 2012         | ф   | Мой парень — ангел                         | таксист                                                                                   |
| 2015         | ф   | 12 месяцев. Новая сказка                   | Ноябрь                                                                                    |
| 2015         | ф   | Зелёная карета                             | «Бегемот»                                                                                 |
| 2015         | с   | Свидание вслепую                           | Михаил Кузнецов                                                                           |
| 2015         | с   | Людмила Гурченко                           | Игорь Ильинский                                                                           |
| 2015         | с   | Ботаны                                     | Тимофей Иванович Бутырин, прапорщик                                                       |
| 2015         | с   | Деревенский роман                          | Алексей Шпатько                                                                           |
| 2015         | с   | Обратная сторона Луны 2                    | ведущий группы С.П.О.Р.Т.                                                                 |
| 2016         | с   | Маргарита Назарова                         | Евгений Леонов                                                                            |
| 2016         | ф   | Любовь как стихийное бедствие              | Шарко                                                                                     |
| 2017         | с   | Василиса                                   | Михаил Кузнецов                                                                           |
| 2018         | с   | Зорге                                      | радист Макс Клаузен                                                                       |
| 2019         | с   | Безсоновъ                                  | Модест Карлович Граббе, делопроизводитель                                                 |
| 2019         | ф   | Лев Яшин. Вратарь моей мечты               | спортивный комментатор Николай Озеров                                                     |
| 2021—2025    | с   | Ивановы-Ивановы (5—8 сезоны)               | Степан Полупанов, ветеринар                                                               |
| 2022         | ф   | Майор Perdunescu, или хроники 13-го отдела | Имя персонажа не указано                                                                  |
| 2023         | с   | Гид и большие соблазны                     | Фёдор Ларсен                                                                              |
| 2023         | с   | Эффект домино                              | Коробцов                                                                                  |
| 2023 — н. в. | с   | Папины дочки. Новые                        | Сергей Алексеевич Васнецов отец 5 дочерей и сына, дедушка 4 внучек, муж Людмилы Сергеевны |
| 2024         | с   | Тётя Марта (2 сезон)                       | председатель жюри конкурса                                                                |

Также снимался в сюжетах киножурнала «Ералаш»:
- «Ваза» (папа мальчика, разбившего вазу),
- «Немой» (папа двоечника),
- «Щенок» (мужчина у магазина).

## Озвучивание мультфильмов
| Год          |    | Название                   | Роль            |
| ------------ | -- | -------------------------- | --------------- |
| 2013         | мф | Ку! Кин-дза-дза            | Уэф             |
| 2013         | мф | Как поймать перо Жар-Птицы | царь Берендей   |
| 2018 — н. в. | мс | Оранжевая корова           | дедушка Харитон |

## Дубляж
| Год  |    | Название        | Роль         |
| ---- | -- | --------------- | ------------ |
| 2015 | мф | Маленький принц | Честолюбец   |
| 2017 | мс | Боб и Бобек     | голос автора |

## Награды и звания
- 1997 — заслуженный артист Российской Федерации[26];
- 2008 — финалист премии ТЭФИ в номинации «Исполнитель мужской роли в художественном сериале» (за ситком «Папины дочки»)[8];
- 2009 — народная премия «Телезвезда» (Украина) в номинации «Любимый актёр» (за роль в сериале «Папины дочки»)[27].
- 2023 — народный артист Российской Федерации — за большие заслуги в развитии театрального и кинематографического искусства[28][29].